# Удам, Юри-Микк
Юри-Микк Удам (эст. Jüri-Mikk Udam; род. 14 мая 1994[…], Таллин) — эстонский гребец, выступающий за сборную Эстонии по академической гребле с 2011 года. Многократный победитель и призёр первенств национального значения, участник летних Олимпийских игр в Лондоне.

## Биография
Юри-Микк Удам родился 14 мая 1994 года в Таллине, Эстония.
Впервые заявил о себе в академической гребле на международном уровне в сезоне 2011 года, когда вошёл в состав эстонской национальной сборной и выступил на юниорском мировом первенстве в Итоне, где в зачёте одиночек занял итоговое 16-е место.
Благодаря череде удачных выступлений удостоился права защищать честь страны на летних Олимпийских играх 2012 года в Лондоне. Вместе с напарником Гейром Суурсилдом в парных двойках занял последнее четвёртое место на предварительном квалификационном этапе и финишировал четвёртым в дополнительном отборочном заезде — таким образом пройти в следующую полуфинальную стадию соревнований не смог. Также в этом сезоне отметился выступлением на юниорском мировом первенстве в Пловдиве, где в той же дисциплине показал четвёртый результат.
После лондонской Олимпиады Удам остался действующим спортсменом и продолжил принимать участие в крупнейших международных регатах. Так, в 2013 году он занял 11-е место в парных четвёрках на молодёжном мировом первенстве в Линце, тогда как в двойках стал седьмым на Универсиаде в Казани.
В 2014 году в одиночках был 24-м на молодёжном мировом первенстве в Варезе.
В 2015 году в двойках занял 11-е место на молодёжном мировом первенстве в Пловдиве.
В 2017 году в парных двойках закрыл двадцатку сильнейших на чемпионате мира в Сарасоте.
В 2018 году стартовал на чемпионате Европы в Глазго и на чемпионате мира в Пловдиве.
В 2019 году в парных четвёрках был восьмым на чемпионате Европы в Люцерне, в двойках занял 23-е место на чемпионате мира в Оттенсхайме.
На чемпионате Европы 2020 года в Познани в парных четвёрках финишировал четвёртым.